# Juan Roca
Pour les articles homonymes, voir Roca.
Juan Roca Brunet, né le 27 octobre 1950 et mort le 10 juillet 2022, est un ancien joueur cubain de basket-ball. 

## Palmarès
- 3e des Jeux olympiques 1972
- 3e des Jeux panaméricains 1971